# Bukijowiec (Lipinki)
Bukijowiec – część wsi Lipinki w Polsce położona w województwie lubelskim, w powiecie chełmskim, w gminie Żmudź.
W latach 1975–1998 Bukijowiec należał administracyjnie do województwa chełmskiego.